# Lamentabili sane exitu

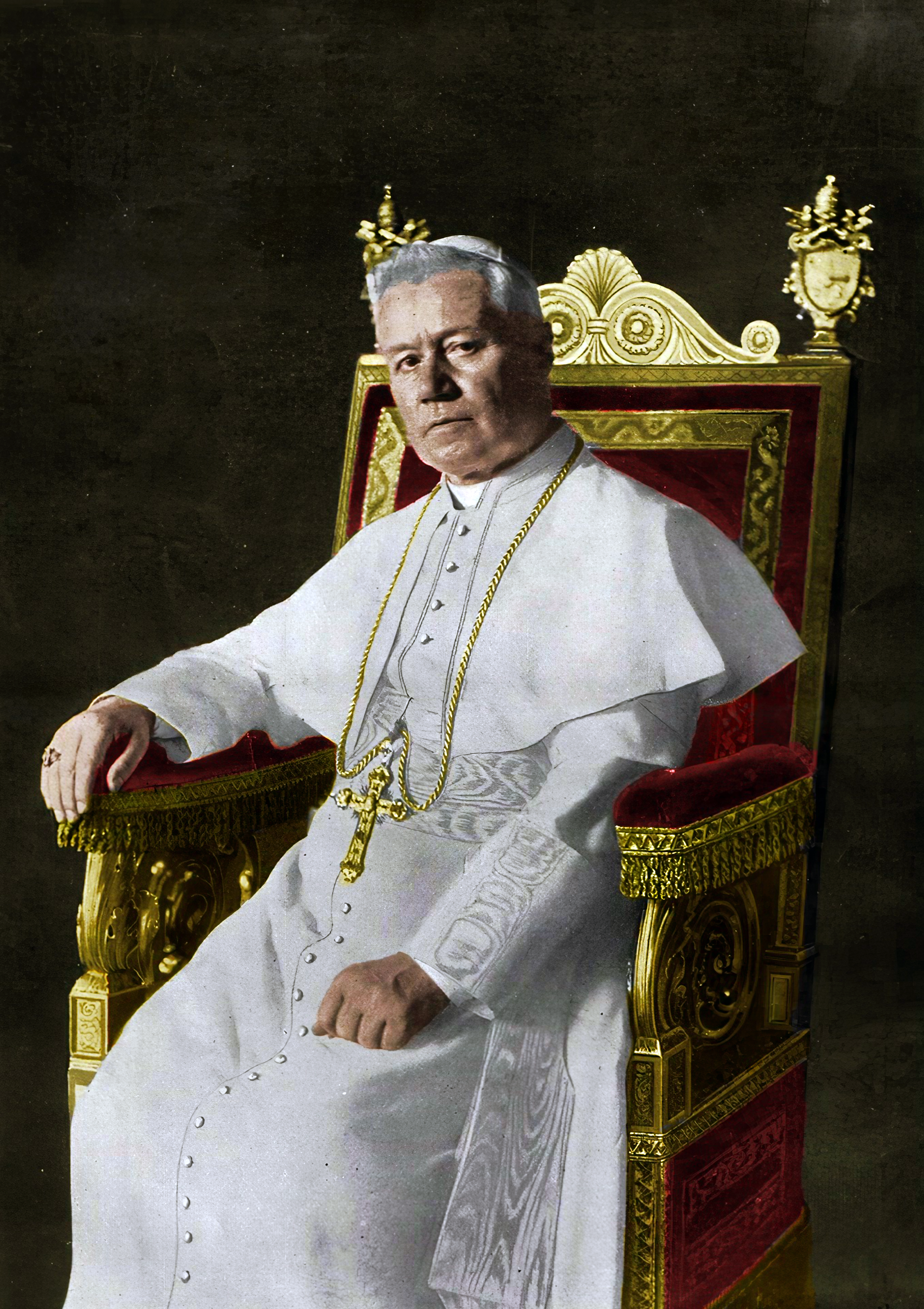
Pio X aprovou a encíclica 'Lamentabili sane exitu', por Francesco De Federicis, 1903 (foto retocada e colorizada)

Lamentabili sane exitu ("com resultados verdadeiramente lamentáveis") é um resumo de 1907, preparado pela Inquisição Romana e confirmado pelo Papa Pio X, que condena o que considera erros na exegese da Sagrada Escritura e na história e interpretação do dogma. 
O próprio programa não usa o termo ' modernista ', mas foi considerado como parte da campanha do Papa contra o modernismo dentro da Igreja. A maioria das declarações condenadas em Lamentabili foram tiradas dos escritos de Alfred Loisy e sua escola. Outros modernistas como George Tyrrell foram visados apenas indiretamente.

## Consequências
Publicado em julho de 1907, Lamentabili logo seria complementado pela encíclica mais abrangente Pascendi Dominici gregis, publicada em setembro de 1907 e preparada em um pequeno círculo em torno do Papa, enquanto o juramento antimodernista de 1910 Sacrorum Antistitum foi compilado pelo Santo Ofício.